# الطيب بنعيجة
الطيب بنعيجة هو ممثل جزائري في المسرح والتلفزيون والسينما من مواليد مدينة سطيف سنة 1968. من أبرز أعماله مسلسل بوبالطو ومسلسل ابن باديس والدور الرئيسي في مسلسل بنت البلاد.

## السيرة
بدأ في العمل المسرح في عمر 14 عام في المسرح المدرسي بإكمالية مدينة سطيف. بعدها انخرط بالفرق الهاوية ثم التعاونيات الثقافية إلى غاية المسرح المحترف، وبعدها أشتغل في التمثيل التلفزيوني والسينمائي.

## الأعمال[3]

### التلفزيون
- شعبان غلبو رمضان
- كسكس بلادي
- سبعة فالدار
- ببيش وببيشة
- القصبة سيتي
- الصابر ينال [6]
- ابن باديس
- بوبالطو
- بنت البلاد[7]
- بنت البلاد 2

### السينما
- ذكرياتنا
- وأمطرت[8]
- لحبال[5]